# 国际社会主义者 (加拿大)
国际社会主义者（英語：International Socialists，缩写为IS）是加拿大的一个托洛茨基主义组织。该组织成立于1975年，当时取名为独立社会主义者，次年改现名。该组织的意识形态是马克思主义、托洛茨基主义、革命社会主义、生态社会主义。该组织支持原住民争取权利。该组织的政治立场是极左翼。该组织的领导机构是指导委员会。该组织的总部位于多伦多。该组织出版月刊《社会主义工人》。该组织是国际社会主义倾向的成员。